# Flaga Wyspy Wniebowstąpienia

Flagą Wyspy Wniebowstąpienia do 2013 roku była flaga Wielkiej Brytanii.

Flaga Wyspy Wniebowstąpienia – flaga części brytyjskiego terytorium zamorskiego Wyspy Świętej Heleny, Wyspy Wniebowstąpienia i Tristan da Cunha została wprowadzona 11 maja 2013 roku. 

## Historia flagi
Flaga został wprowadzona 11 maja 2013 roku. Przed ustanowieniem flagi, do celów oficjalnych używano flagi Wielkiej Brytanii.